# Justin Tucker
Ne doit pas être confondu avec Justin Tuck.
Pour les articles homonymes, voir Tucker.
(en) Statistiques sur pro-football-reference
Justin Paul Tucker, né le 21 novembre 1989 à Houston, est un sportif professionnel américain de football américain ayant joué au poste de kicker dans la National Football League (NFL) pendant treize saisons pour la franchise des Ravens de Baltimore (2012-2024).
Au niveau universitaire, il a joué pour les Longhorns de l'université du Texas pendant quatre saisons (2008-2011) au sein de la NCAA Division I FBS. Non sélectionné à la draft 2012, il est engagé par les Ravens avec qui il remporte le Super Bowl XLVII.
Avec un taux de field goals réussis à 91,1 %, il est actuellement le kicker le plus précis de l'histoire de la NFL. Il détient également le record du plus long field goal réussi avec 66 yards.

## Biographie

### Carrière universitaire
Étudiant à l'Université du Texas, il a joué pour l'équipe des Longhorns de 2008 à 2011.

### Carrière professionnelle
Il n'est pas sélectionné par une équipe durant la draft 2012 de la NFL, mais il signe en mai 2012 comme agent libre avec les Ravens de Baltimore.
En compétition avec le vétéran Billy Cundiff durant le camp d'entraînement, il devient le kicker principal des Ravens pour le début de la saison 2012 après qu'ils ont libéré Cundiff. Il marque son premier field goal gagnant dans les dernières secondes du match face aux Patriots de la Nouvelle-Angleterre lors de la 3e semaine. En phase éliminatoire, lors du tour de division contre les Broncos de Denver, il réussit un field goal de 47 yards en double prolongation, permettant aux Ravens de gagner le match et de se qualifier pour le match de championnat AFC. Tucker et les Ravens remportent par la suite le Super Bowl XLVII face aux 49ers de San Francisco.
Alors qu'il s'établit comme un des meilleurs joueurs à sa position, il signe en 2016 un nouveau contrat avec les Ravens pour 4 ans et 16,8 millions de dollars.
En avril 2019, il prolonge son contrat avec les Ravens pour 4 autres années et un montant de 23,05 millions de dollars, et devient le kicker le mieux payé de la NFL.
Le 26 septembre 2021 contre les Lions de Détroit, Justin Tucker bat le record de la ligue du plus long field goal en inscrivant un field goal de 66 yards dans les dernières secondes du match, permettant de donner la victoire aux Ravens par la marque de 19 à 17.
Le 5 mai 2025, les Ravens libèrent Tucker,.
Le 26 juin 2025, la NFL suspend Tucker pour dix matchs à la suite d'une enquête disciplinaire concernant des comportements inappropriés lors de séances de massage.

## Statistiques
| Année  | Équipe              | MJ  |        | Field goals | Field goals | Field goals | Field goals |         | Extra Points | Extra Points | Extra Points |
| Année  | Équipe              | MJ  | Tentés | Réussis     | %           | Long        | Tentés      | Réussis | %            |              |              |
| 2012   | Ravens de Baltimore | 16  | 33     | 30          | 90,9        | 56          | 42          | 42      | 100          |              |              |
| 2013   | Ravens de Baltimore | 16  | 41     | 38          | 92,7        | 61          | 26          | 26      | 100          |              |              |
| 2014   | Ravens de Baltimore | 16  | 34     | 29          | 85,3        | 55          | 42          | 42      | 100          |              |              |
| 2015   | Ravens de Baltimore | 16  | 40     | 33          | 82,5        | 52          | 29          | 29      | 100          |              |              |
| 2016   | Ravens de Baltimore | 16  | 39     | 38          | 97,4        | 57          | 27          | 27      | 100          |              |              |
| 2017   | Ravens de Baltimore | 16  | 37     | 34          | 91,9        | 57          | 39          | 39      | 100          |              |              |
| 2018   | Ravens de Baltimore | 16  | 39     | 35          | 89,7        | 56          | 37          | 36      | 97,3         |              |              |
| 2019   | Ravens de Baltimore | 16  | 29     | 28          | 96,6        | 51          | 59          | 57      | 96,6         |              |              |
| 2020   | Ravens de Baltimore | 16  | 29     | 26          | 89,7        | 55          | 53          | 52      | 98,1         |              |              |
| 2021   | Ravens de Baltimore | 17  | 37     | 35          | 94,6        | 66          | 32          | 32      | 100          |              |              |
| 2022   | Ravens de Baltimore | 17  | 43     | 37          | 86,0        | 58          | 32          | 31      | 96,9         |              |              |
| 2023   | Ravens de Baltimore | 17  | 37     | 32          | 86,5        | 50          | 52          | 51      | 98,1         |              |              |
| 2024   | Ravens de Baltimore | 17  | 30     | 22          | 73,3        | 56          | 62          | 60      | 96,8         |              |              |
| Totaux | Totaux              | 212 | 468    | 417         | 89,1        | 66          | 532         | 524     | 98,5         |              |              |

## Accusations de comportements sexuels innapropriés
En janvier 2025, The Baltimore Banner rapporte  que six masseuses ont accusé Tucker de comportements sexuels inappropriés, qui se seraient produits entre 2012 et 2016. Elles évoquent notamment des expositions indécentes et des contacts physiques déplacés. À la suite de ces incidents, deux spas lui auraient interdit l’accès.
Tucker a réagi sur le réseau social X, niant catégoriquement ces accusations et dénonçant la façon dont elles ont été rapportées. En février 2025, Tucker publie une autre déclaration niant à nouveau les allégations, mais s'excusant auprès de « tous ceux avec qui j'ai travaillé » qui estimaient qu'il ne les avait pas traité de manière professionnelle ou en tant que personne.
Le 26 juin 2025, la NFL annonce que Tucker sera suspendu pour les 10 premières semaines de la saison 2025. Tucker a refusé de faire appel de cette décision, ce qui aurait conduit à la publication des conclusions de l'enquête disciplinaire, son agent déclarant que Tucker espérait « mettre cet épisode difficile derrière lui et revenir sur le terrain dès que possible ».